# Gudrun Poulsen
Gudrun Thorgerd Erna Poulsen (født 7 marts 1918 i København. Død 20 juli 1999 i København). Dansk maler.
Datter af overretssagfører Poul Mikael Poulsen og Jenny Ottosen.

## Uddannelse
- Elev hos maleren Erik Clemmesen 1944-45.
- Kunstakademiet i København hos professor Vilhelm Lundstrøm 1945-46 og hos professor Kræsten Iversen 1946-50.
- Kunstakademiets Fresco skole hos professor Elof Risebye 1950-52.[2]

## Biografi
Gudrun Poulsen arbejdede i sine malerier direkte over for motiverne. Hendes oplevelser af naturen på landet, markerne med dyrene, landskaberne og livet i staldene med køerne gav stof til hendes arbejde. Nok voksede hun op i Hellerup, men livet igennem besøgte hun farfaderens og farmoderens gård "Størsbølgård" i Bramming i Vestjylland. Dermed havde hun tidligt stiftet bekendtskab med de bakkede landskaber og med køerne, et af hendes senere yndlingsmotiver, til "kobillederne" som hun selv kaldte dem. Den inderlighed, som hun i malerierne har omfattet dyrene med, må antages at have rod i hendes livslange kendskab til dem.
De tidlige billeder, som for eksempel nogle portrætter, er mørkmættede og tunge i farverne, hvor de senere billeder er udarbejdet med lette penselstrøg rummer lysende farvepartier, selv blandt de varme mørkstemte jordfarver. Der kan være et næsten akvarelagtigt lysende udtryk i dem. En udvikling som Gudrun Poulsen fortæller om i billedkunstneren Laila Catharina Clausens portrætfilm om hende.
Fra 1963 opholdt Gudrun Poulsen sig en stor del af året på Møn. Her deltog hun i kunstnermiljøet, som omfattede blandt andre maleren Anne Marie Telmányi, komponisten Ove Scavenius og filmskuespilleren Asta Nielsen. 1967 malede hun billedet "Vintersol i stalden", hvor køerne ligger og står forrest i billedet som tunge og mørke rektangler i billedet, foran den nedgående lysende orange sol i baggrunden. Omkring 1976 beskæftigede hun sig i stadig højere grad med religiøse motiver. Dyrene indgik i bibelske scenerier, både i oliemalerier, grafiske værker og i kirkeudsmykningerne. Her indgik hun i et kunstnerisk samarbejde med billedkunstnerne Pernille Ponsaing (Kvols Kirke og Feldborg Kirke samt Hellerup Sognegård) og Charlotte Schrøder (Hellerup Kirke). Gudrun Poulsen tegnede kartonerne til vævningerne, som udførtes af de to professionelle vævere og billedkunstnere.
I 1981 malede Gudrun Poulsen et portræt af Asta Nielsen. Det indgår i samlingen på Stiftung Deutsche Kinemathek i Berlin. Portrættet er gengivet i Eva Pohls artikel, s. 228, i udgivelsen "En plads i solen" og viser en ældre, tænksom kvinde, med store mørke øjne; et lysende ansigt i et ellers næsten helt brun- og sorttonet billede.
Som tidligere nævnt udviklede Gudrun Poulsen sit maleri i de senere år hen mod det lyse, somme tider med en næsten gennemsigtig kolorit. Fra 1993 udstillede hun som medlem af kunstnersammenslutningen Corner, hvor hun i årene indtil sin død havde en række fornemme ophængninger. I 1995 malede hun eksempelvis billedet med titlen "Hyrder mellem dyrene", som både gennem farverne og kompositionen gengiver skønheden i eksistensen mellem skabninger og landskab. Billedet er gengivet i udgivelsen "Corner Classic. Figurer i et landskab" fra 2006.
Sideløbende med arbejdet med malerierne tog Gudrun Poulsen aktiv del i det organisatoriske arbejde. Hun var stærkt engageret i at bekæmpe forskelsbehandlingen af kvindelige kunstnere i forhold til de mandliges. I 1954 afløste hun maleren Elisabeth Neckelmann som formand for Kvindelige Kunstneres Samfund. Det var en plads, hun beholdt indtil 1992. Her ydede hun en stor indsats, både politisk og menneskeligt. Hun var desuden drivkraften ved mange udstillingsarrangementer, for eksempel større satsninger som i Paris i 1958, hvor 26 kvindelige kunstnere fra Danmark udstillede på Musée d´Art Moderne på en udstilling med værker af kvinder fra mange nationer. Men også mindre manifestationer som i 1966, hvor 50-års jubilæet for Kvindelige Kunstneres Samfund blev fejret med et utraditionelt arrangement - en mindre udstilling af tegninger "kvinder tegner kvinder" på Charlottenborg: med Gudrun Poulsens egne ord i et brev fra Kvindelige Kunstneres Samfunds bestyrelse til medlemmerne om jubilæet: "Vi vil derfor benytte lejligheden til ved julefesten at fremskaffe tegninger af så stor en medlemskreds som muligt og opfordre deltagerne til at tegne hinanden under festen samt endelig at medbringe ældre tegninger, gerne skitser - og gerne så mange som muligt, forestillende nuværende og afdøde medlemmer. De tegninger (evt. omarbejdet hjemme eller tegnet om), der kan anvendes, vil blive udstillet under jubilæet i 2 dage i lokaler, Charlottenborg har reserveret til formålet".
Samtidig med arbejdet i Kvindelige Kunstneres Samfund tog Gudrun Poulsen del i andet organisatorisk arbejde: i 1954 indtrådte hun som kasserer i bestyrelsen af Kunstnernes Statsunderstøttede Croquisskole. Hun blev valgt ind i Akademirådet i 1962 og i Akademiet for de Skønne Kunster i 1968, og hun deltog i bestyrelsen for Thorvaldsens Museum 1984-1992.

## Værker i offentlig eje
- Akvareller og tegninger fra Tuse Næs (1946, Holbæk Museum)
- Vintersol i stalden (1950, Statens Museum for Kunst)
- Juletræet pyntes i museet (1978, Roskilde Museum)
- Portræt af skuespilleren Asta Nielsen (1981, Stiftung Deutsche Kinemathek, Berlin)
- Dyrenes middagstime (1989, Statens Kunstfond)
- Gyldent Mønbillede (1992, Statens Kunstfond)
- Bukken som konge (1994, Hellerup Sognegård)
- Dyr i junilandskab (1994, Hellerup Sognegård)
- Efter solnedgang (1994, Hellerup Sognegård)
- Den gode Hyrde (købt 1996, Statens Museum for Kunst)
- Stalden (købt 1996, Statens Museum for Kunst)
- Dyr på marken (købt 1996, Ny Carlsbergfondet)
- Stalden (købt 1996, Ny Carlsbergfondet)

## Udsmykninger
- Altertavle og antependium ( 1979, Kvols Kirke. Vævet af billedkunstneren Pernille Ponsaing)
- Tre billedtæpper (1990, Feldborg Kirke. Vævet af billedkunstneren Pernille Ponsaing)
- Hellerup Havn (1994, triptykon, Unibank (nu Nordea) Hellerup)
- Tre billedtæpper (1992, Hellerup Sognegård. Vævet af billedkunstneren Pernille Ponsaing)
- Bryllupstæppe (1993, Hellerup Kirke. Vævet af billedkunstneren Charlotte Schrøder)

## Udstillinger
- Kunstnernes Efterårsudstilling 1946-48, 1951-55 og 1958-59
- Charlottenborgs Forårsudstilling 1956-58, 1961-62, 1964, 1966, 1968, 1971 og 1973
- Club International Féminin på Musée d´Art Moderne de la Ville de Paris 1958
- Kvindelige Kunstneres Samfund 1961, 1973, 1976, 1986 og 1991
- Åbo Konstmuseum, Finland, sammen med KKS-medlemmer 1961
- Bergens Kunstforening 1964
- Unionen, Kunstnernes Hus, Oslo 1967
- Auroragruppen 1969-71 og 1975-76
- Den Nordiske 1970-92
- Natur og Menneske, Nikolaj, København 1975
- Gentofte Kunstnere, Gentofte Rådhus 1974, 1977, 1980, 1984 og 1992
- Natur og Landskab, Nikolaj, København 1975
- Nordiska Kvinnor, Malmö Konsthal 1980
- Schloss Charlottenburg, Berlin, 1988 og 1992
- Corner 1993-1999
- Lille Gruppe (sammen med maleren Gudrun Henningsen og keramikeren Lisa Engqvist), Den Fries Udstillingsbygning 1959, 1961, 1963, 1965, 1967 og 1969

## Separatudstillinger
- Tåstrup Kulturcenter 1972
- Gentofte Kommunes Kunstbibliotek 1973
- Galerie Sct. Agnes, Roskilde 1979
- Ribe Kunstmuseum 1980
- Nikolaj, København 1994

## Organisatorisk virke
- Formand for Kvindelige Kunstneres Samfund 1954-1992
- Kasserer i Kunstnernes Statsunderstøttede Croquisskole fra 1954
- Medlem af Akademirådet 1962-1968
- Medlem af Akademiet for de Skønne Kunster fra 1968
- Medlem af bestyrelsen for Thorvaldsens Museum 1984-1992
- Medlem af bestyrelsen for Anne Marie Telmányi´s Fond 1987-1991
- Medlem af bestyrelsen for Anna Klindt Sørensen´s Fond fra 1988
- Medlem af bestyrelsen for Henry Heerup´s Legat fra 1988

## Stipendier og udmærkelser
- Byen Paris´ sølvmedalje 1958
- Carlsons Præmie 1958
- Godtfredsens Legat 1966
- Otto Baches Legat 1987
- Billedhuggeren, professor Gottfred Eickhoff og hustrus, maleren Gerda Eickhoffs Legat 1987
- Vilhelm Pachts Kunstnerlegat 1988
- Agnes Schülein Westmans Legat 1989
- Eckersberg Medaillen 1989
- Statens Kunstfond 1990
- Statens Kunstfonds livsvarige Ydelse 1995
- Ole Haslunds Kunstnerlegat 1993